# Scoglio dell'Aquila
Lo scoglio dell'Aquila o Bociatniza (in croato hrid Orlić) è un isolotto della Dalmazia settentrionale nella regione zaratina, in Croazia. Si trova nel canale della Morlacca (mare Adriatico) a sud-est di Pago.

## Geografia
Lo scoglio dell'Aquila è situato 385 m a nord della costa della penisola Bočetina, a est dello stretto di Giuba (Ljubačka vrata) e di valle Bočetnica; si trova inoltre circa 1,1 km a sud-est di punta Nosizza grossa (Debela nožica). Lo scoglio ha una forma triangolare.

### Isole adiacenti
- Isolotti Rasanze (Ražanac), 3,65 km[3] a est.

### Cartografia
- (HR) Mappa topografica della Croazia 1:25000, su preglednik.arkod.hr. URL consultato il 1º giugno 2017.
- Carta di cabottaggio del mare Adriatico, foglio VII, Milano, Istituto geografico militare, 1822-1824. URL consultato il 1º giugno 2017 (archiviato dall'url originale il 13 aprile 2013).